# Европейский маршрут E19
Европейский маршрут Е19 — европейский автомобильный маршрут категории А, соединяющий Амстердам (Нидерланды) на севере и Париж (Франция) на юге. Длина маршрута — 551 км.

## Города, через которые проходит маршрут
Маршрут Е19 проходит через 3 европейские страны:
- Нидерланды: Амстердам — Гаага — Рейсвейк — Роттердам — Бреда —
- Бельгия: Антверпен — Мехелен — Брюссель — Монс —
- Франция: Валансьен — Камбре — Компьень — Париж

Е19 связан с маршрутами
| - E35 - E22 - E231 - E30 - E25 - E31 |  | - E311 - E312 - E17 - E34 - E313 - E40 |  | - E411 - E42 - E05 - E15 - E50 - E54 |

## Фотографии

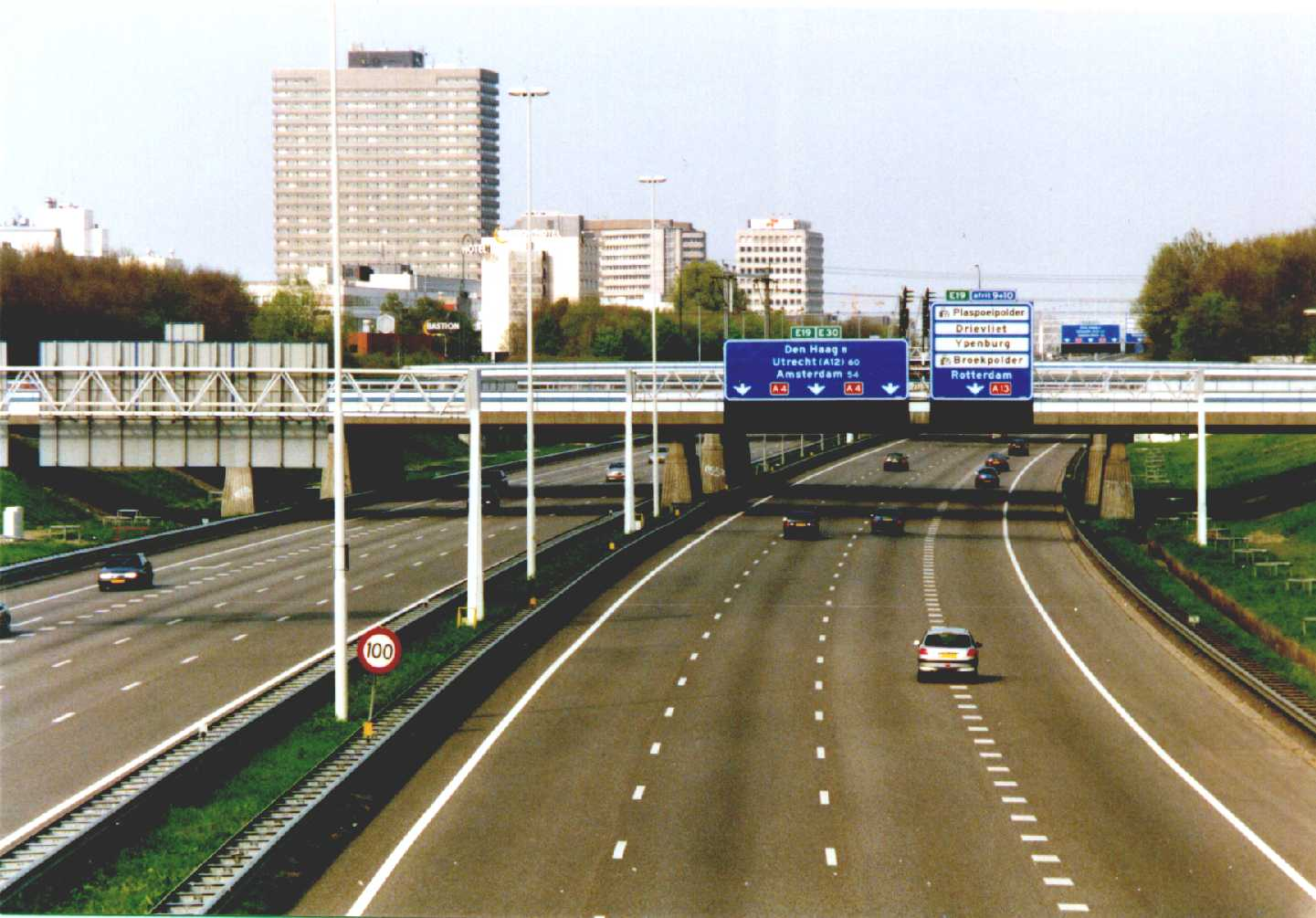
Е19
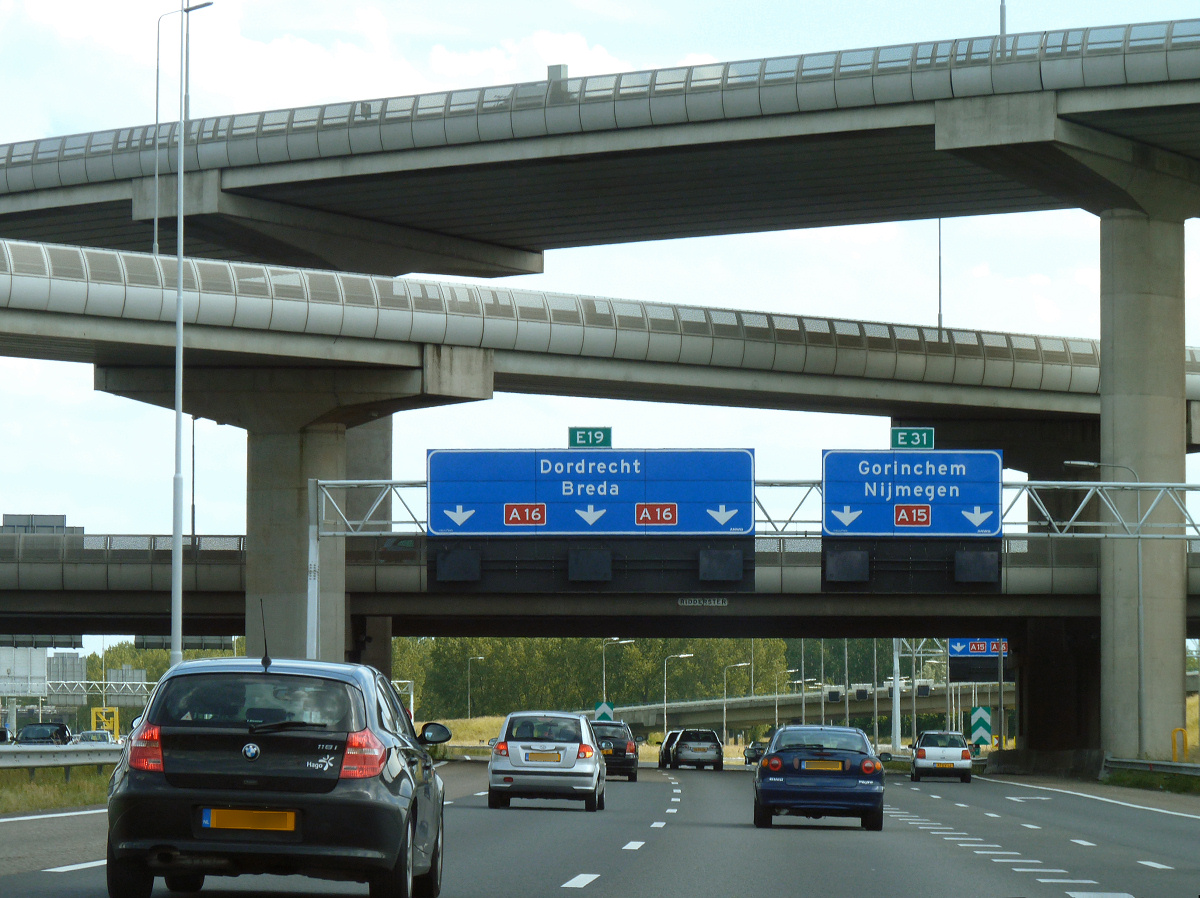
Е19 в Нидерландах
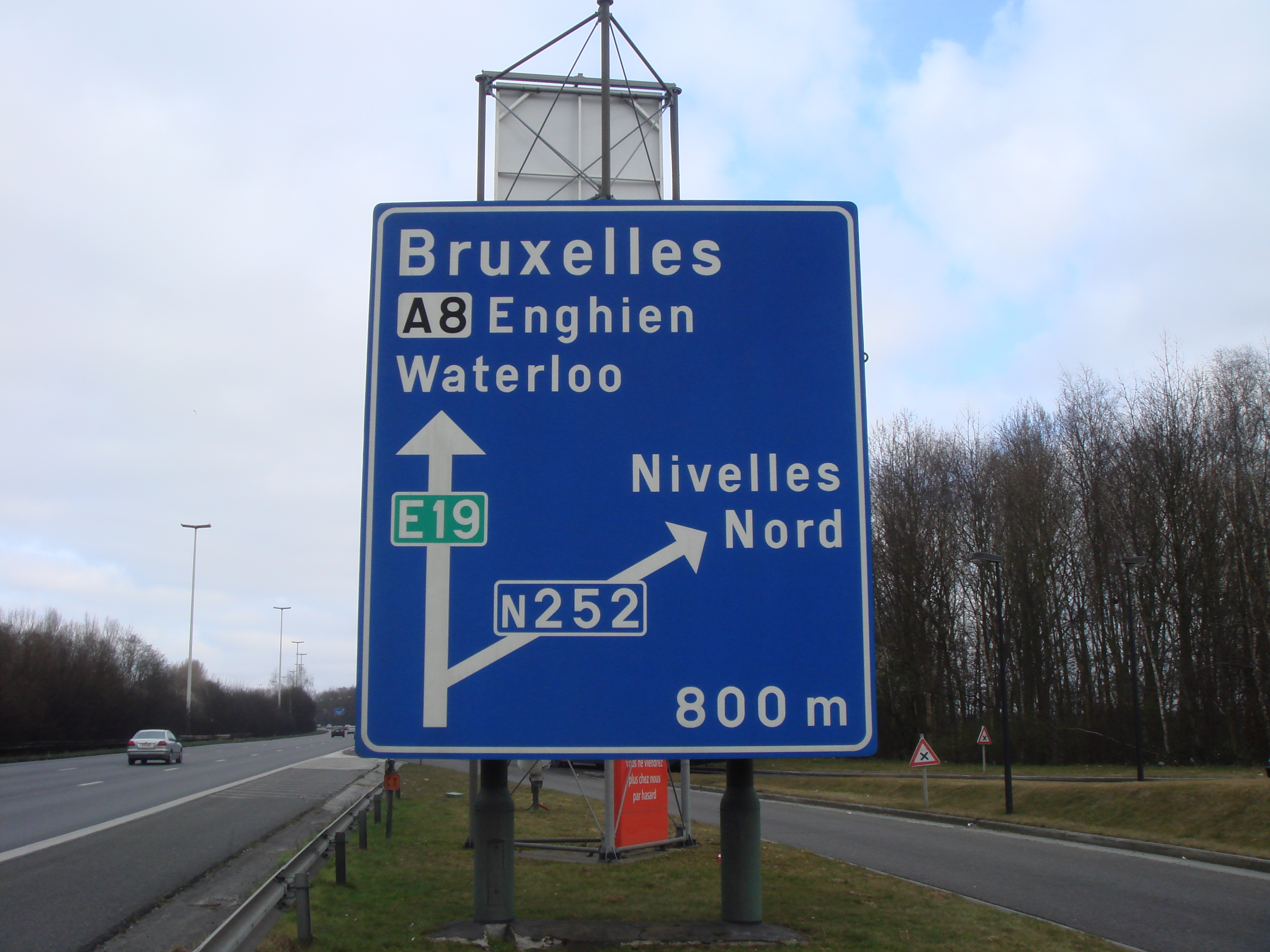
Е19 в Бельгии
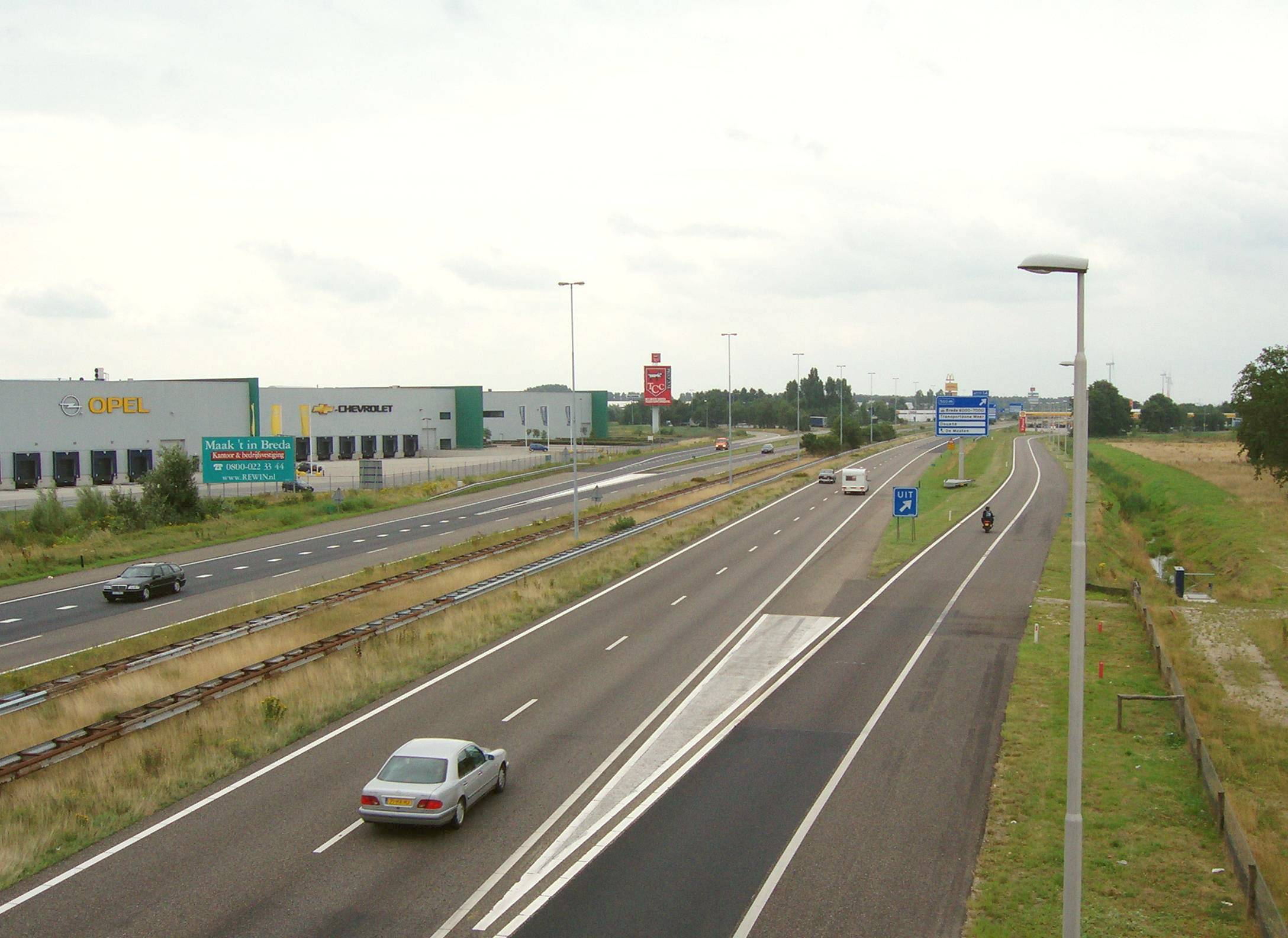
Е19 в Нидерландах